# Archivo General de la Nación (El Salvador)
El Archivo General de la Nación de El Salvador es el organismo público encargado de custodiar el patrimonio documental e histórico del país. Fue fundado por Decreto Legislativo N.º 161, del 4 de octubre de 1948, publicado en el Diario Oficial N.º 224, Tomo N.º 145, del 14 de octubre de 1948. Pertenece al Ministerio de Cultura y se encuentra ubicado en el actual edificio de la Biblioteca Nacional de El Salvador (BINAES), desde que fue inaugurado oficialmente el 14 de noviembre de 2023.

## Historia
El anterior Archivo General de la Nación estaba alojado en el antiguo Palacio Nacional; pero quedó destruido por el incendio que consumió su edificio en la noche del 19 de noviembre de 1889.
El 16 de enero de 1964 se inauguró un edificio construido para la albergar la Biblioteca Nacional y el Archivo General de la Nación. Pero en 1968 el Ministerio de Educación se trasladó a ese mismo lugar, siendo colocados todos los libros en su torre norte, mientras que el Archivo General de la Nación fue trasladado el actual Palacio Nacional. Debido al terremoto del 10 de octubre de 1986, que azotó duramente a la ciudad capital, dicho edificio terminó dañado y destruido.

## Funciones
De acuerdo con el artículo 2 de la Ley del Archivo General de la Nación, aprobada mediante Decreto Legislativo N.º 316, del 15 de enero de 1985, publicado en el Diario Oficial N.º 26, Tomo N.º 286, del 5 de febrero de 1985, este organismo estatal tiene los siguientes fines esenciales:
1º Conservar, restaurar, clasificar, describir, investigar e inventariar, los manuscritos históricos y administrativos que datan desde el año de 1660 hasta 1930; así como todos aquellos documentos que no perteneciendo a esa época, por su propia naturaleza así lo ameritaren;
2º Proporcionar a entidades públicas o privadas, la asistencia que le sea solicitada para la conservación, restauración y clasificación de documentos;
3º Elaborar el proyecto de Reglamento para su respectiva aprobación;
4º Cumplir con las demás atribuciones y funciones que establece esta ley y el reglamento.

## Colecciones
Entre las colecciones de documentos existentes en el Archivo General de la Nación, se pueden encontrar:
- Colecciones de personajes históricos

- Documentos quemados: Documentos rescatados del incendio del primer Palacio Nacional

- Fondos gobernantes: Documentación original sobre la forma de gobernanza

- Fondo judicial: Documentos de juicios

- Fondo de educación: Posee los subfondos de instrucción pública, cultural y educación

- Gobernaciones: Archivos de las gobernaciones de los departamentos de La Libertad y de San Vicente

- Fondos fotográficos: Cuenta con más de ocho mil imágenes sobre el país

- Fondos coloniales: Documentos relativos a la antigua provincia de San Salvador

- Fondos de Ministerios: Cuenta, entre otros, con documentos de los Ministerios de Gobernación, de Hacienda y del Interior